# Alaafin

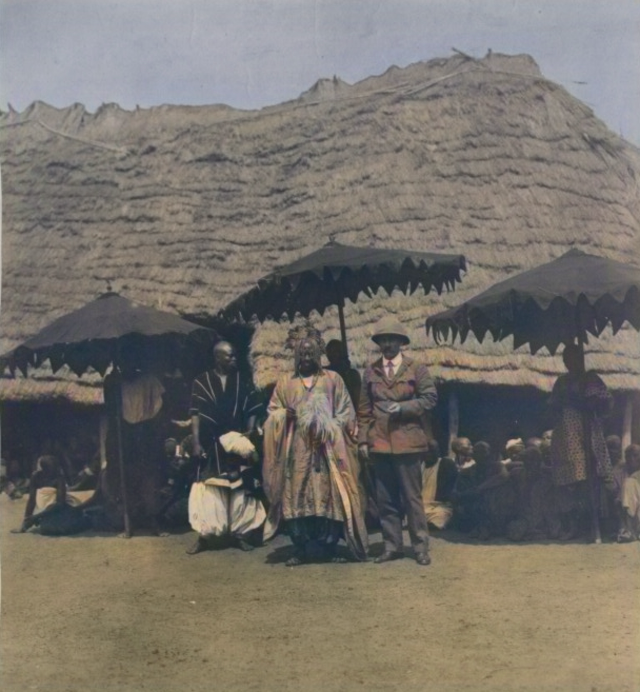
Un alaafin d'Oyo et vers 1910 (photographie en noir et blanc recolorisée).

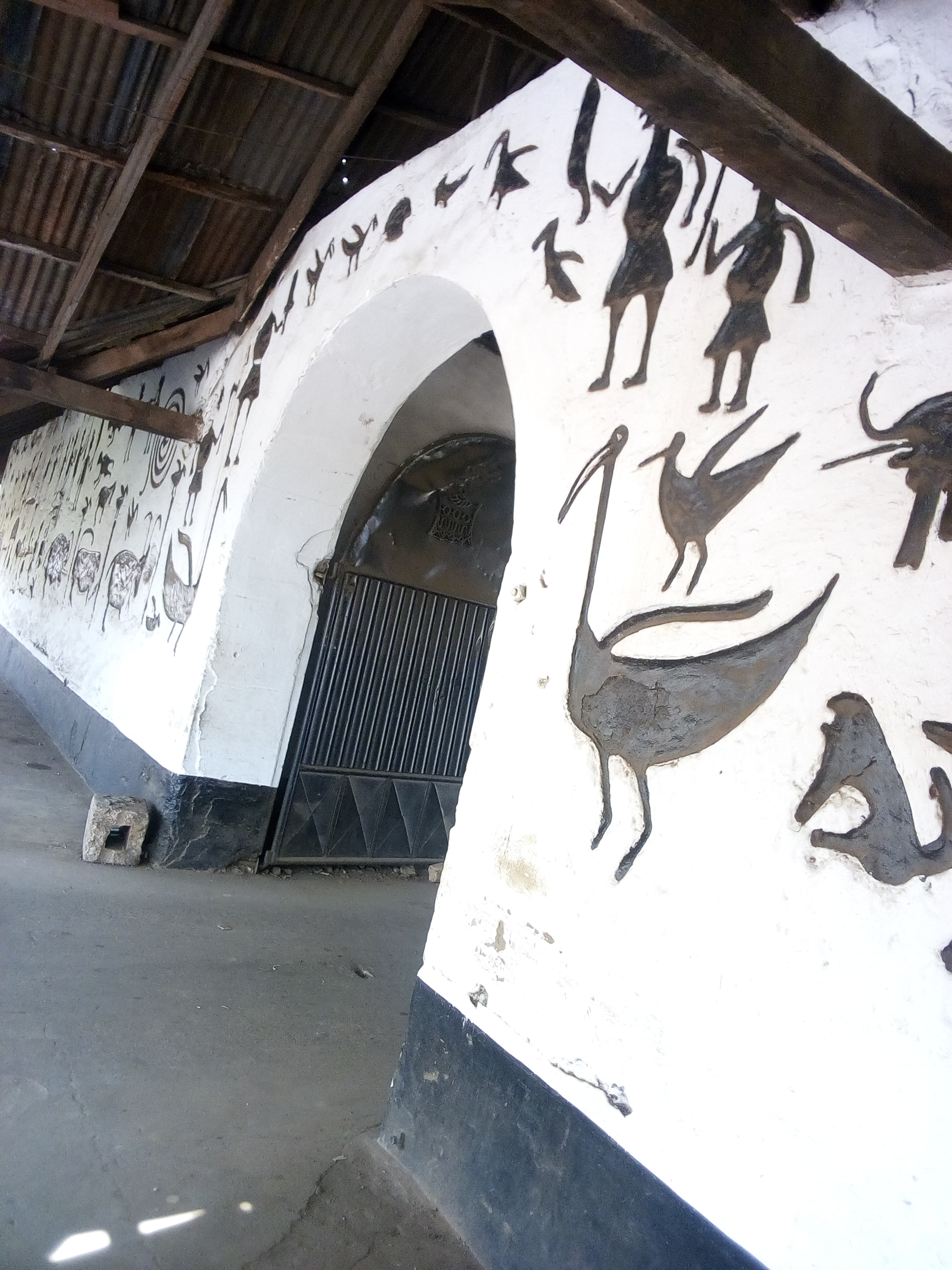
Entrée la plus extérieure du palais de l’alaafin d'Oyo appelé Oju Abata.

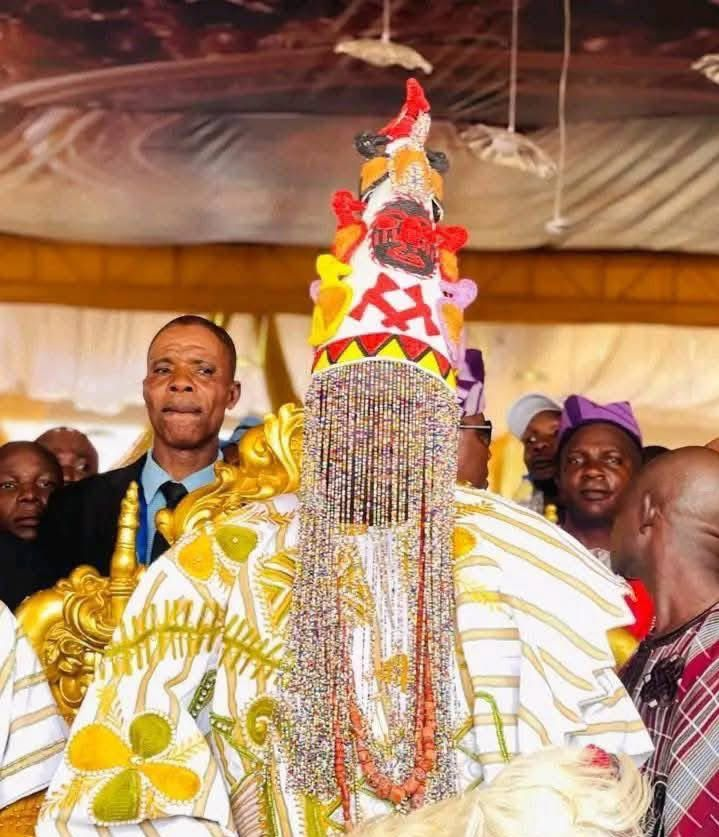
Le d'Oyo, Oba Akeem Owoade I.

L'Alaafin (écrit Aláàfin en yoruba, soit « le gardien du palais »), est le titre du roi de l'empire d'Oyo et de l'actuelle ville d'Oyo en Afrique de l'Ouest. C'est le titre particulier de l'Oba (roi) des Oyos. Il est parfois traduit par « empereur » dans le contexte du dirigeant d’un empire.
Figure sacrée et politique, il  est le dirigeant de l'ancien empire d'Oyo s'étendant de l'actuelle République du Bénin jusqu'au Nigéria, à partir des États du Sud-Est et de l'Ouest jusqu'au Nord. Les gens sous ses ordres sont appelés Yorubas et parlent la langue yoruba.

## Histoire et mythe
Dans la mythologie et l'histoire yorubas, l'alaafin d'Oyo serait l'un des sept petits-fils d'Oduduwa qui deviendront plus tard rois, formant le fondement de la civilisation yoruba.
Les alaafins et l’Oyo Mesi (en) forment le gouvernement central de l'Empire. Le gouvernement provincial local se trouve entre les mains de l'oba (si la tête porte la couronne) ou du bale (si la tête n'a pas autorisation à porter une couronne). La relation entre l'alaafin et les obas est de type féodal, c'est-à-dire que pour son règne et sa protection, les obas, les bales et les chefs des États vassaux lui doivent certaines obligations. Cependant, au début des années 1800, les conflits entre l'empereur d'Oyo (alaafin) et les rois héréditaires (obas) des cités-États centrales, qui forment un conseil exécutif indépendant (oyo mesi), affaiblissent considérablement  l'autorité centrale, alors que l'Empire d'Oyo commence à perdre le contrôle des royaumes et des cités-États périphériques.
Le titre se conserve après la chute de l'empire d'Oyo devant ainsi le titre officiel du dirigeant cérémoniel des indigènes contemporains d'Oyo, ville du Nigéria. L'alaafin est le chef politique du peuple Yoruba et le seul monarque doté du pouvoir requis pour nommer un chef représentant l'ensemble du Yorubaland, comme Aare Ona Kakanfo et Iyalode du Yorubaland.
Le titulaire Alaafin d'Oyo est Oba Abimbola Owoade (en) , il reçoit un certificat et un bâton de fonction par le gouverneur de l'État d'Oyo, Seyi Makinde (en),. Owoade succède à feu Lamidi Adeyemi III (en), le 45e alaafin, mort le 22 avril 2022,. Le style officiel utilisé par les alaafins est l'« Imperial Majesty (en) ».